# Ровольт
Ровольт (нім. Rowohlt Verlag) — німецьке видавництво, засноване в 1908 році в Райнбеку, що біля Гамбурга, Ернстом Ровольтом. Зараз має осідки в Берліні й Райнбеку. Відоме насамперед як видавництво художньої літератури. З 1982 року видавництво входить до видавничого концерну Георга Гольцбрінка.
Керівники видавництва: Александр Фест, Петер Краус фон Клефф, Луц Кеттманн, Флоріан Іллієс.

## Автори видавнитва

### Німецькі автори
- Пауль Шеербарт[1]
- Ганс Фаллада
- Вольфганг Борхерт
- Ернст фон Заломон
- Ельфріда Єлінек
- Еріка Манн
- Клаус Манн
- Мартін Вальзер
- Петер Рюмкопф
- Георг Кляйн
- Даніель Кельман

### Зарубіжні автори
- Ернест Хемінгуей
- Імре Кертес
- Пол Остер
- Сімона де Бовуар
- Альбер Камю
- Генрі Міллер
- Роальд Дал
- Тоні Моррісон
- Гарольд Пінтер
- Томас Пінчон
- Джон Дос Пассос
- Філіп Рот
- Жозе Сарамаго
- Джонатан Франзен
- Оксана Забужко